# Manuel de Sumaya
Manuel de Sumaya bzw. Zumaya (getauft am 14. Januar 1680 in Mexiko-Stadt; † 21. Dezember 1755 in Oaxaca de Juárez) war ein mexikanischer Kapellmeister und Komponist.

## Leben
Manuel de Sumaya erhielt seine Ausbildung als Chorknabe an der Kathedrale von Mexiko-Stadt, die unter der Leitung von Antonio de Salazar (1650–1715) stand. De Sumaya wirkte dort zuerst als Organist und zwischen 1713 und 1738 als Kapellmeister, danach war er in gleicher Funktion an der Kapelle der Kathedrale von Oaxaca de Juárez tätig.
Neben kirchenmusikalischen Werken, die ihre Wurzeln ebenso in der Musik der Renaissance, wie in der des Barocks hatten, darunter zahlreiche Lamenti, Motetten, Magnificat, Miserere und Villancicos, komponierte er mit El Rodrigo (1708), El Zeleuco (1710) und La Partenope (1711) die ersten mexikanischen Opern.
Die Oper La Partenope wurde am 1. Mai 1711 in Mexiko-Stadt uraufgeführt.